# Lucy Diakovska
Ludmilla Diakovska ou Lyudmila Dyakovska (en bulgare : Людмила Дяковска), connue sous les pseudonymes Lucy Diakovska, Lucylicious ou simplement Lucy, est une chanteuse-compositrice et présentatrice de télévision germano-bulgare, née le 2 avril 1976 à Pleven en Bulgarie. Elle s'est fait connaître du public en 2000 lorsqu'elle rejoint No Angels, le groupe musical féminin allemand qui a vendu le plus d'albums.
Après le succès de No Angels entre 2000 et 2003, le groupe se sépare et la chanteuse se lance dans une carrière en solo. Elle sort alors deux singles et un album Lucylicious. Elle devient en 2008 membre du jury des émissions de télé réalité  Music Idol et Starmania (versions autrichienne et bulgare de l'émission Idol series) et défend les couleurs de l'Allemagne au concours Eurovision de la chanson la même année.

## Biographie
Ludmilla Diakovska est l'aînée des enfants de la famille, son père est le chanteur d'opéra Lubomir Diakovski et sa mère est la pianiste Rositza Diakovska. Son frère cadet Alexander est un joueur de basket professionnel alors que son grand-père était un compositeur reconnu de musique folk bulgare.
Elle s'entraîne dès l'âge de six ans à la musique et au chant. Elle est diplômée de l'enseignement secondaire en 1994 et déménage en Allemagne pour y suivre des cours de musique et de danse à Hambourg.
En 2000, Ludmilla Diakovska participe aux auditions pour la version allemande de l'émission de télévision Popstars qui essaie de dénicher de jeunes talents en musique. Au terme de l'émission, elle sera finalement choisie parmi les quelques privilégiées pour former le girl group No Angels. Le groupe sort assez vite le premier titre intitulé "Daylight in Your Eyes" puis l'album Elle'ments (2001). La chanson et l'album grimpent très vite au sommet des classements en Autriche, Allemagne et en Suisse.
Les années suivantes, le groupe sort les albums à succès Now ... Us! et Pure ainsi que l'album When the Angels Swing. Au total, le groupe vendra plus de cinq millions d'albums et de singles ce qui fait du groupe le groupe allemand le plus vendeur dans le genre. En septembre 2003, alors qu'il ne reste plus que quatre chanteuses dans le groupe (Jessica Wahls ayant quitté le groupe à la suite de la naissance de sa fille), les membres de No Angels décident de se séparer. Seul un album reprenant les meilleurs titres sortira encore en novembre : The Best of No Angels.

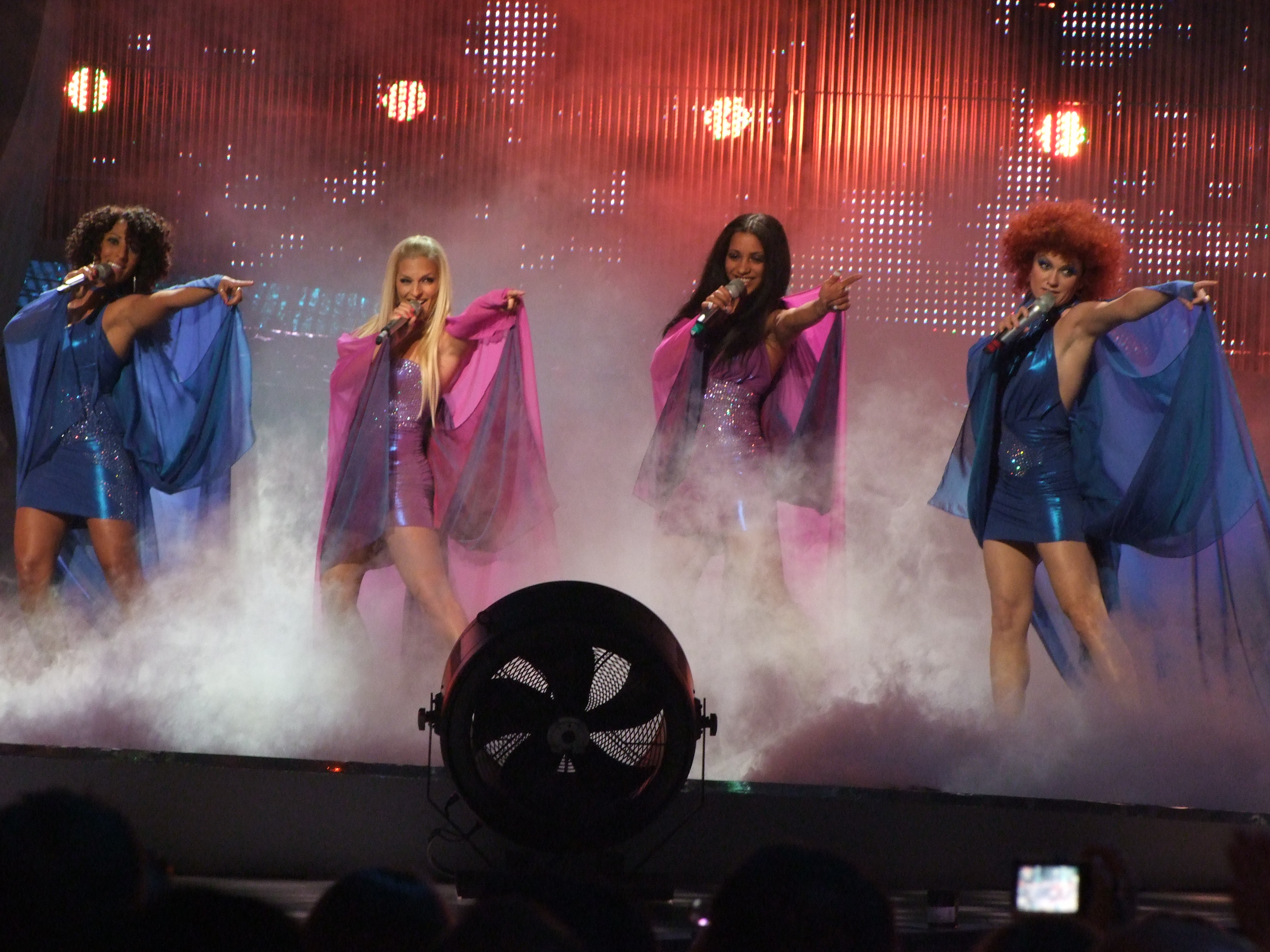
Les No Angels lors du concours Eurovision de la chanson 2008 (Ludmilla Diakovska tout à droite de la photo)

La chanteuse commence alors une carrière en solo et joue sur scène dans Cats et Jekyll & Hyde. Elle crée son propre label de musique (Schmanky Records) et sort trois singles et l'album The Other Side sous le pseudonyme Lucylicious. Elle est également présente dans différentes émissions de télévision dont Music Idol où elle est membre du jury.
Diakovska est ouvertement lesbienne. Entre 2005 et 2006, elle a une relation avec la chanteuse Juliette Schoppmann, puis avec un mannequin de Berlin et avec la styliste bulgare Bojedara Bakalova mais la relation s'arrête en 2008.
En mars 2008, le groupe No Angels se reforme momentanément pour représenter l'Allemagne au Concours Eurovision de la chanson à Belgrade. Bien que des idées pour relancer le groupe No Angels aient été évoquées, les chanteuses continuent à chanter en solo.

## Discographie

### Albums
- 2005: The Other Side #84 ALL

### Singles
- 2004: "Where" #60 ALL
- 2005: "The Other Side" #68 ALL
- 2005: "Misunderstood" (sorti en ligne)